# 孝恭王

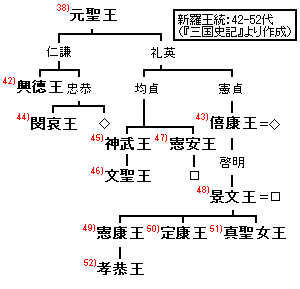
三国史记中的新罗国世系

孝恭王(？—912年)；姓金名嶢，是新罗国君主，憲康王庶子，母義明太后金氏。895年10月立被立爲太子，897年6月真聖女王禪位于他，899年納伊飡乂謙之女爲妃。911年弓裔立國號曰泰封。在位十六年，諡孝恭，葬師子寺北（今排盤）。孝恭王無嗣，國人立憲康王女壻景暉爲王。

## 后妃
- 妃朴氏，伊飡乂謙女，孝恭王三年（899年）三月, 納朴氏爲妃。继承孝恭王王位的神德王朴景暉就是朴氏的兄弟